# RWR (informatica)
L'RWR (dall'inglese Read Write register) è un registro della CPU (Central Processing Unit) e contiene il valore del dato da leggere o scrivere in memoria.
La sua dimensione deve essere uguale a quella di una cella di memoria.
Ad esempio, se una locazione di memoria della RAM (Random Access Memory) ha dimensione pari a 8 bit, l'RWR sarà di 8 bit, ovvero, il bus dati che trasporta l'informazione lungo la scheda madre è composto da 8 fili.